# كالفين جايلز
كالفين جايلز (بالإنجليزية: Calvin Giles)‏ هو سياسي أمريكي، ولد في 10 يوليو 1962م. حزبياً، نشط في الحزب الديمقراطي. وقد انتخب عضو مجلس نواب إلينوي.